# Zwei-Minuten-Hass
Zwei-Minuten-Hass (englisch two minutes hate) ist ein Ritual, das in George Orwells Roman 1984 (Nineteen Eighty-Four) beschrieben wird und zum geflügelten Wort wurde. Es handelt sich um ein tägliches Ritual, bei dem Mitglieder der Partei der Gesellschaft Ozeaniens einen Film über die Feinde der Partei ansehen müssen (hauptsächlich Emmanuel Goldstein und seine Anhänger). Dabei müssen sie zwei Minuten lang ihrem Hass aktiv Ausdruck geben. Die entsprechende Szene des Romans ist auch Teil der Romanverfilmung von 1984.

## Textzusammenhang
Die Gefühle des Protagonisten, der Effekt des Films und die Unausweichlichkeit der Manipulation innerhalb einer bestimmten sozialen Situation werden von Orwell in der folgenden Textstelle in personaler Erzählperspektive analysiert:

„In einem lichten Augenblick ertappte sich Winston, wie er mit den anderen schrie und trampelte. Das Schreckliche an der Zwei-Minuten-Hass-Sendung war nicht, dass man gezwungen wurde mitzumachen, sondern im Gegenteil, dass es unmöglich war, sich ihrer Wirkung zu entziehen. Eine schreckliche Ekstase der Angst und der Rachsucht, das Verlangen zu töten, zu foltern, Gesichter mit einem Vorschlaghammer zu zertrümmern, schien die ganze Versammlung wie ein elektrischer Strom zu durchfluten, so dass man gegen seinen Willen in einen Grimassen schneidenden, schreienden Verrückten verwandelt wurde. Und doch war der Zorn, den man empfand, eine abstrakte, ziellose Regung, die wie der Schein einer Blendlaterne von einem Gegenstand auf den anderen gerichtet werden konnte.“

Der Film, sein Publikum und die Geräuschkulisse sind eine Form der Gehirnwäsche der Parteimitglieder, mit der ihnen Hass und Abscheu gegen Emmanuel Goldstein und das feindliche Land vermittelt werden soll. Nach der Darstellung des Romans kommt es nicht selten vor, dass der Hass dazu führt, dass Gegenstände nach der Leinwand geworfen werden, wie es Julia in der entsprechenden Szene tut.

„Das schwarzhaarige Mädchen hinter Winston hatte angefangen »Schwein! Schwein! Schwein!« hinauszuschreien und ergriff plötzlich ein schweres Neusprechwörterbuch und schleuderte es gegen den Bildschirm. Es traf Goldsteins Nase und prallte von ihm ab.“

Der Film nimmt surreale Züge an, wenn Goldsteins Gesicht sich in das eines Schafes verwandelt, während feindliche Soldaten auf die Zuschauer zuzukommen scheinen, bis einer dieser Soldaten anlegt und schießt. Dabei verwandelt er sich schließlich am Ende der zweiminütigen Sendung in das Gesicht des Großen Bruders. Wie in einem Ritual singen danach die Zuschauer immer wieder „B-B!…B-B!“
In der Romanhandlung liegt der Zweck der Hass-Sendung darin, die unterschwellig aufgestauten Gefühle von Angst und Hass abzureagieren, die durch das erbärmliche Leben in ständiger Überwachung ausgelöst werden. Indem diese Gefühle von der Regierung Ozeaniens abgelenkt und auf äußere Feinde, die wahrscheinlich gar nicht existieren, projiziert und übertragen werden, verringert die Regierung die Wahrscheinlichkeit subversiver Gedanken und Handlungen.
Während der ersten Sendung wird O’Brien vorgestellt, Mitglied des inneren Parteizirkels und ein Schlüsselcharakter des Romans. Im weiteren Verlauf des Romans wird eine Hass-Woche vorgestellt, die sich aus dem Zwei-Minuten-Hass-Ritual entwickelt hat.

## Hintergrund des Ausdrucks
Die Idee hinter der Hassendung lässt sich schon während des Ersten Weltkriegs nachweisen. Britische Schriftsteller stellten die deutsche Hasskampagne gegen die Engländer satirisch dar, wobei man sich eine preußische Familie am Küchentisch vorstellte, die ihren „Morgenhass“ zelebrierte.
Kurze Artillerieeinsätze beider Seiten während des Ersten Weltkriegs, die den Gegner stören sollte, waren als „hates“ bekannt:

“The evening of this same inspection was one of the few occasions on which Pommier was bombarded. A sudden two minutes’ ‘hate’ of about 40 shells, 4.2 and 5.9, wounded three men and killed both the C.O.’s horses, ‘Silvertail’ and ‘Baby’”

## Rezeption
Die Angriffe des russischen Fernsehsenders Rossija 1 auf die liberale Opposition wurden mit der Hass-Sendung des Romans verglichen. Im russischen Fernsehen wurden ukrainische Truppen während des Kriegs in der Ukraine 2014 teilweise als Monster dargestellt. Eines der auffälligsten Beispiele war eine (frei erfundene) Reportage auf Channel One TV über die angebliche Kreuzigung eines dreijährigen Kindes durch ukrainische Soldaten.
Vergleiche wurden auch im Präsidentschaftswahlkampf der USA 2016 mit Reden Donald Trumps gezogen, zum Teil mit Zitaten aus dem Roman belegt.
Amerikanische Propaganda des CPI aus der Zeit des Ersten Weltkriegs wurde ebenso mit Orwells Beispiel für Hasspropaganda verglichen.